# Copa de Europa de baloncesto
Este artículo trata sobre la antigua Copa de Europa de Baloncesto creada en 1958. Para la actual máxima competición continental organizada por la ULEB, véase Euroliga.
La Copa de Europa de baloncesto, oficialmente Copa Europea de Clubes Campeones Masculinos de la FIBA o simplemente Copa de Campeones Europeos de la FIBA, es una extinta competición creada por la Federación Internacional de Baloncesto (FIBA) en la temporada 1958 a imagen y semejanza de la de fútbol, creada tres años antes. Originalmente, enfrentaba a los campeones de liga de cada uno de los países europeos inscritos en la FIBA.
Tuvo durante su vigencia cuatro denominaciones, desapareciendo con el efímero nombre de Suproliga al término de la campaña 2000-01. La Euroliga (en inglés: Euroleague) organizada por la Unión de Ligas Europeas de Baloncesto (ULEB) recogió el testigo esa misma temporada, pasando a ser las competiciones FIBA las siguientes en el escalafón piramidal de las competiciones europeas.
El sistema tradicional de competición consistía en la disputa de unas eliminatorias, decididas por sorteo, entre dos equipos que se enfrentaban a doble partido de ida y vuelta. Hasta 1965, la final también se disputaba a doble partido —con la excepción de la edición de 1962, y 1963, donde hubo un tercer partido de desempate—, y desde 1966 se hacía a partido único, con la particularidad de que en esa misma edición y en la siguiente el formato para decidir el campeón fue el de final entre cuatro o final four, fórmula recuperada 21 años después.
El éxito de la Copa de Europa propició que la FIBA concibiera dos competiciones interclubes más. En 1967 creó la Recopa de Europa (disputada por última vez con la denominación de Copa Saporta), en la que se enfrentaban los campeones de copa de cada uno de los países federados. Y en 1972 creó la Copa Korać, en la que participaban los equipos mejor clasificados de cada país que no habían podido acceder a los torneos concebidos para los campeones de liga y copa.
La Copa de Europa, sin embargo, continuó siendo considerada la más importante de las tres competiciones.

## Historia

### Orígenes y primeros años de dominio soviético (1958-63)
Fue en la temporada 1957-58 cuando la FIBA Europa estableció la Copa de Europa para designar al mejor club del Viejo Continente. Creada por el máximo organismo baloncestístico paralelamente, y a semejanza de su homóloga en fútbol en vista de su éxito, a instancias del diario deportivo francés de L'Équipe, se estudió su idea por primera vez en la Conferencia de Naciones Europeas y del Litoral Mediterráneo de 1957 de Múnich. Tras una reunión del secretario general de la FIBA, William Jones, durante el Europeo de 1957 de Bulgaria con representantes de cinco de las confederaciones nacionales: Bora Stanković por Yugoslavia, Raimundo Saporta por España, Robert Busnel por Francia, Miloslav Kriz por Checoslovaquia, y Nikolai Semashko por la Unión Soviética, fue aprobada en la segunda conferencia a finales de año, que tuvo lugar en la ciudad de Gauting de la República Federal Alemana.
Dicha comisión trasladó la propuesta a sus respectivas federaciones en lo que iba a ser inicialmente una competición entre seis clubes, pero debido a la magnitud y repercusión del evento se amplió al resto de estamentos con la idea de enviar cada una a sus respectivos campeones de liga para competir por el título de mejor club de Europa. El rotativo galo donó el primer trofeo en disputa.
Tras la respuesta afirmativa final de veintitrés de los estamentos nacionales, comenzó a disputarse el 22 de febrero bajo el nombre de Copa Europea de Clubes Campeones Masculinos de la FIBA o simplemente como Copa de Campeones Europeos de la FIBA, dividiendo a los participantes en cuatro grupos conformados por proximidad geográfica para abaratar costes de desplazamiento. De ahí clasificaron ocho equipos a los cuartos de final, para vencer finalmente el Armijas Sporta Klubs Rīga soviético.
Se dio la particularidad, al igual que sucedió en el Campeonato de Europa de 1960 de fútbol de selecciones, de que un equipo español no disputó su correspondiente eliminatoria por prohibición expresa del entonces dictador del país Francisco Franco, quien no permitió que el Real Madrid disputase las semifinales frente al conjunto soviético. El título del A. S. K. Riga fue el primero de los tres que conquistó de manera consecutiva, récord que se mantuvo inalcanzable hasta que fue igualado por el Košarkaški Klub Split yugoslavo a finales de los años 1980 y principios de los 1990.
En el segundo de ellos volvió a conquistarlo frente al Basketbolen Klub Akademik búlgaro, y de nuevo perdiendo los dos encuentros de la final. Mismos acontecimientos se sucedieron en la tercera final del equipo soviético, jugando esta vez contra sus compatriotas del Basketbol'nyy Klub Dinamo de la ciudad de Tiflis en la que vencieron por un global de 170-152. La competición mostraba desde sus inicios un fuerte dominio de los equipos de la Europa del Este, y en especial de la Unión Soviética, circunstancia que no varió en las siguientes tres temporadas.

### Reestructuración de 1988. Final Four
En la temporada 1987-1988, la Federación Internacional de Baloncesto (FIBA) cambió el formato de competición y volvió a instaurar una final four (final entre cuatro) para decidir el campeón europeo, como ya sucediera en 1966 y 1967. Tras una fase regular dividida en dos rondas, y organizada por grupos, los cuatro mejores clasificados disputaban la fase final en el pabellón de una ciudad designada antes del inicio del torneo.
El mecanismo de competición de una Final Four es sencillo, pues se sortean los dos emparejamientos entre los cuatro equipos clasificados. El primer día se juegan las dos semifinales y, tras uno de descanso, los dos vencedores se enfrentan en la final. Horas antes, los perdedores de las semifinales deben disputar el partido por el tercer y cuarto puesto.
La reintroducción de la Final Four supuso un importante relanzamiento de la competición, ya que incrementaba la competitividad y la emoción. Además, era una ocasión única para que las aficiones de cuatro equipos diferentes estuvieran presentes en las gradas de un mismo pabellón, creándose un clima baloncestístico magnífico. Este formato en seguida se convirtió en el punto cumbre del baloncesto europeo al reunir a la flor y nata del baloncesto mundial, incluidos representantes y ojeadores de equipos de la NBA.

### La escisión de 2001. La ULEB
En el año 2000, un importante seísmo sacudió los cimientos del baloncesto europeo. Los grandes clubes profesionales del continente, liderados por los españoles, los italianos y los griegos, agrupados en la Unión de Ligas Europeas de Baloncesto (ULEB), se escindieron de la Federación Internacional de Baloncesto (FIBA) con el propósito de organizar una nueva Euroliga con criterios más modernos de gestión. Estos clubes querían recibir mayores ingresos procedentes de los derechos de transmisión por televisión y de merchandise de los que les ofrecía la FIBA.
Ante la falta de acuerdo entre la FIBA y la ULEB, desapareció la histórica Copa de Europa y en la temporada 2000-2001 nacieron dos competiciones paralelas que lucharon por recoger el testigo: la oficialista y sucesora Suproliga y la escindida y nueva Euroleague.
Los clubes se inscribieron en una y otra competición según sus intereses. La mayor parte de españoles, italianos, griegos y franceses tomaron parte por la Euroleague, mientras que la mayoría de rusos, israelíes y del este de Europa optaron por la Suproliga.

## Historial
| Temp.                        | Sede                         | Campeón                      | Subcampeón                   | Resultado                    | MVP Final                    | MVP Temporada                |
| Copa de Europa de baloncesto | Copa de Europa de baloncesto | Copa de Europa de baloncesto | Copa de Europa de baloncesto | Copa de Europa de baloncesto | Copa de Europa de baloncesto | Copa de Europa de baloncesto |
| ---------------------------- | ---------------------------- | ---------------------------- | ---------------------------- | ---------------------------- | ---------------------------- | ---------------------------- |
| 1958                         | Riga                         | ASK Riga                     | Akademik                     | 86–81                        |                              |                              |
| 1958                         | Sofía                        | ASK Riga                     | Akademik                     | 84–71                        |                              |                              |
| 1958–59                      | Riga                         | ASK Riga                     | Akademik                     | 79–58                        |                              |                              |
| 1958–59                      | Sofía                        | ASK Riga                     | Akademik                     | 69–67                        |                              |                              |
| 1959–60                      | Tiflis                       | ASK Riga                     | Dinamo Tbilisi               | 86–81                        |                              |                              |
| 1959–60                      | Riga                         | ASK Riga                     | Dinamo Tbilisi               | 84–71                        |                              |                              |
| 1960–61                      | Riga                         | CSKA Moscú                   | ASK Riga                     | 87–62                        |                              |                              |
| 1960–61                      | Moscú                        | CSKA Moscú                   | ASK Riga                     | 61–66                        |                              |                              |
| 1961–62                      | Ginebra                      | Dinamo Tbilisi               | Real Madrid                  | 90–83                        |                              |                              |
| 1962–63                      | Madrid                       | CSKA Moscú                   | Real Madrid                  | 69–86                        |                              |                              |
| 1962–63                      | Moscú                        | CSKA Moscú                   | Real Madrid                  | 91–74                        |                              |                              |
| 1962–63                      | Moscú                        | CSKA Moscú                   | Real Madrid                  | 99–80                        |                              |                              |
| 1963–64                      | Brno                         | Real Madrid                  | Spartak ZJŠ Brno             | 99–110                       |                              |                              |
| 1963–64                      | Madrid                       | Real Madrid                  | Spartak ZJŠ Brno             | 84–64                        |                              |                              |
| 1964–65                      | Moscú                        | Real Madrid                  | CSKA Moscú                   | 81–88                        |                              |                              |
| 1964–65                      | Madrid                       | Real Madrid                  | CSKA Moscú                   | 76–62                        |                              |                              |
| 1965–66                      | Bolonia                      | Olimpia Milano               | Slavia Praga                 | 77–72                        |                              |                              |
| 1966–67                      | Madrid                       | Real Madrid                  | Olimpia Milano               | 91–83                        |                              |                              |
| 1967–68                      | Lyon                         | Real Madrid                  | Spartak ZJŠ Brno             | 98–95                        |                              |                              |
| 1968–69                      | Barcelona                    | CSKA Moscú                   | Real Madrid                  | 103–99                       |                              |                              |
| 1969–70                      | Sarajevo                     | Pallacanestro Varese         | CSKA Moscú                   | 79–74                        |                              |                              |
| 1970–71                      | Amberes                      | CSKA Moscú                   | Pallacanestro Varese         | 67–53                        |                              |                              |
| 1971–72                      | Tel Aviv                     | Pallacanestro Varese         | KK Split                     | 70–69                        |                              |                              |
| 1972–73                      | Lieja                        | Pallacanestro Varese         | CSKA Moscú                   | 71–66                        |                              |                              |
| 1973–74                      | Nantes                       | Real Madrid                  | Pallacanestro Varese         | 84–82                        |                              |                              |
| 1974–75                      | Amberes                      | Pallacanestro Varese         | Real Madrid                  | 79–66                        |                              |                              |
| 1975–76                      | Ginebra                      | Pallacanestro Varese         | Real Madrid                  | 81–74                        |                              |                              |
| 1976–77                      | Belgrado                     | Maccabi Tel Aviv             | Pallacanestro Varese         | 78–77                        |                              |                              |
| 1977–78                      | Múnich                       | Real Madrid                  | Pallacanestro Varese         | 75–67                        |                              |                              |
| 1978–79                      | Grenoble                     | KK Bosna                     | Pallacanestro Varese         | 96–93                        |                              |                              |
| 1979–80                      | Berlín                       | Real Madrid                  | Maccabi Tel Aviv             | 89–85                        |                              |                              |
| 1980–81                      | Estrasburgo                  | Maccabi Tel Aviv             | Virtus Bolonia               | 85–79                        |                              |                              |
| 1981-82                      | Colonia                      | Pallacanestro Cantù          | Maccabi Tel Aviv             | 86–80                        |                              |                              |
| 1982-83                      | Grenoble                     | Pallacanestro Cantù          | Olimpia Milano               | 69–68                        |                              |                              |
| 1983-84                      | Ginebra                      | Virtus Roma                  | F. C. Barcelona              | 79–73                        |                              |                              |
| 1984-85                      | El Pireo                     | KK Cibona                    | Real Madrid                  | 87–78                        |                              |                              |
| 1985-86                      | Budapest                     | KK Cibona                    | BC Zalgiris                  | 84–72                        |                              |                              |
| 1986-87                      | Lausana                      | Olimpia Milano               | Maccabi Tel Aviv             | 71–69                        |                              |                              |
| 1987-88                      | Gante                        | Olimpia Milano               | Maccabi Tel Aviv             | 90–84                        | Bob McAdoo                   |                              |
| 1988-89                      | Múnich                       | KK Split                     | Maccabi Tel Aviv             | 75–69                        | Dino Radja                   |                              |
| 1989-90                      | Zaragoza                     | KK Split                     | F. C. Barcelona              | 72–67                        | Toni Kukoč                   |                              |
| 1990-91                      | París                        | KK Split                     | F. C. Barcelona              | 70–65                        | Toni Kukoč                   |                              |
| Liga Europea FIBA            |                              |                              |                              |                              |                              |                              |
| 1991–92                      | Estambul                     | KK Partizan                  | Club Joventut                | 71–70                        | Predrag Danilović            |                              |
| 1992–93                      | El Pireo                     | CSP Limoges                  | Benetton Treviso             | 59–55                        | Toni Kukoč                   |                              |
| 1993–94                      | Tel Aviv                     | Club Joventut                | Olympiacos                   | 59–57                        | Žarko Paspalj                |                              |
| 1994–95                      | Zaragoza                     | Real Madrid                  | Olympiacos                   | 73–61                        | Arvydas Sabonis              |                              |
| 1995–96                      | París                        | Panathinaikós                | F. C. Barcelona              | 67–66                        | Dominique Wilkins            |                              |
| FIBA Euroleague              |                              |                              |                              |                              |                              |                              |
| 1996-97                      | Roma                         | Olympiacos                   | F. C. Barcelona              | 73–58                        | David Rivers                 |                              |
| 1997-98                      | Barcelona                    | Virtus Bolonia               | AEK                          | 58–44                        | Zoran Savić                  |                              |
| 1998-99                      | Múnich                       | BC Zalgiris                  | Virtus Bolonia               | 82–74                        | Tyus Edney                   |                              |
| 1999-00                      | Salónica                     | Panathinaikos                | Maccabi Tel Aviv             | 73–67                        | Željko Rebrača               |                              |
| FIBA SuproLeague             |                              |                              |                              |                              |                              |                              |
| 2000–01                      | París                        | Maccabi Tel Aviv             | Panathinaikos                | 81–67                        | Arriel McDonald              | Nate Huffman                 |

## Palmarés
| Equipo               | Títulos | Años                                                                   |
| -------------------- | ------- | ---------------------------------------------------------------------- |
| Real Madrid          | 8       | 1963-64, 1964-65, 1966-67, 1967-68, 1973-74, 1977-78, 1979-80, 1994-95 |
| Pallacanestro Varese | 5       | 1969-70, 1971-72, 1972-73, 1974-75, 1975-76                            |
| CSKA Moscú           | 4       | 1960–61, 1962–63, 1968–69, 1970–71                                     |
| ASK Riga             | 3       | 1957–58, 1958–59 y 1959–60                                             |
| Olimpia Milano       | 3       | 1965-66, 1986-87, 1987-88                                              |
| KK Split             | 3       | 1988–89, 1989–90 y 1990–91                                             |
| Maccabi Tel Aviv     | 3       | 1976-77, 1980-81 y 2000–01                                             |
| Pallacanestro Cantú  | 2       | 1981-82, 1982-83                                                       |
| KK Cibona            | 2       | 1984-85, 1985-86                                                       |
| Panathinaikos BC     | 2       | 1995–96 y 1999–2000                                                    |
| FC Dinamo Tbilisi    | 1       | 1961–62                                                                |
| KK Bosna Sarajevo    | 1       | 1978-79.                                                               |
| Virtus Roma          | 1       | 1983-84                                                                |
| Virtus Bologna       | 1       | 1997–98                                                                |
| KK Partizan          | 1       | 1991–92                                                                |
| CSP Limoges          | 1       | 1992–93                                                                |
| Joventut Badalona    | 1       | 1993–94                                                                |
| Olympiacos BC        | 1       | 1996–97                                                                |
| BC Žalgiris Kaunas   | 1       | 1998–99                                                                |

## Récords
Solo dos países, Francia y Grecia, estuvieron representados en todas las ediciones de la extinta Copa de Europa. Italia no participó en la de 1960 para protestar por la descalificación de su campeón nacional el año anterior y España no envió representante alguno en 2001 porque los equipos de la ACB apoyaron a la ULEB en el pulso con la FIBA. Hay que destacar que Bélgica siempre estuvo representada hasta 1997 y solo estuvo ausente en las ediciones de 1998, 1999 y 2000.
El Real Madrid CF es el club que más veces se proclamó el mejor de Europa. Sus ocho títulos corresponden a los años 1964, 1965, 1967, 1968, 1974, 1978, 1980 y 1995.
Pero solo dos equipos consiguieron encadenar una racha de tres triunfos; el letón ASK Riga, campeón en las tres primeras ediciones (1958, 1959 y 1960), y el croata KK Split (1989, 1990 y 1991).
Italia es el país que más títulos tiene de la competición (13), repartidos entre los siguientes equipos: el Pallacanestro Varese (5), el Olimpia de Milán (3), el Pallacanestro Cantú (2), el Virtus de Bolonia (2) y el Virtus de Roma (1). 
Pero la desaparecida Unión Soviética fue el país que más títulos logró encadenar, tanto en el ámbito de selecciones nacionales como de clubes. En este último caso, los trofeos de las seis primeras ediciones del torneo fueron a parar a las manos soviéticas del ASK Riga (3), el CSKA Moscú (2) y el FC Dinamo de Tbilisi (1).
El ateniense AEK Atenas no ganó título alguno en esta competición, tan solo pudo ser finalista en una ocasión (1998), pero sí es el club que más espectadores logró acoger en su recinto de juego para presenciar un encuentro. Se estima que unas 40.000 personas llegaron a sentarse en las gradas de mármol del Estadio del Panathinaikos (no confundir con el Spiros Louis) para animar al AEK en sus partidos más importantes, disputados sobre una tarima de madera.

### Anotación individual
El serbio Radivoj Korać encestó 99 de los 155 puntos que le endosó el OKK Belgrado al sueco Alvik BK en la temporada 1964-1965. Con esta productividad anotadora, el OKK remontó una eliminatoria que tenía cuesta arriba al tener que remontar una desventaja de 46 puntos y Korać entró en la historia de la Copa de Europa al ser el jugador más encestador en un solo partido.
Además, la eliminatoria de octavos de final entre el OKK y el Alvik fue histórica por dos motivos más. En el encuentro de ida, disputado en Estocolmo, ambos equipos sumaron 226 puntos en el marcador y batieron el récord de anotación conjunta en un partido; en el de vuelta, en Belgrado, el OKK de Korać anotó 155 y batió la marca que había registrado en 1962 el Amberes BC belga contra el irlandés Celtic de Dublín FC (144-60). Al descanso, los entonces yugoslavos ya habían encestado 95 puntos, tres menos que la diferencia final que establecieron en el marcador (155-57). Pocos años después, estos dos récords colectivos fueron batidos.
El estadounidense Joe Arlauckas tuvo el 15 de febrero de 1996 la mayor anotación individual de los últimos años de la máxima competición europea. El ala-pívot del Real Madrid CF cuajó una virtuosa actuación sobre el parqué del Palamalaguti al anotarle 63 puntos al Virtus de Bolonia (con una serie de 24 de 28 en tiros de dos y 15 de 18 desde la línea de personal) y su equipo venció por 96 a 115.

### Topes individuales
desde 1991-1992

### Anotación colectiva
El partido de la Copa de Europa que más puntos anotados registró fue el Racing de Malinas - Boroughmuir BC, correspondiente a la vuelta de los dieciseisavos de final de la temporada 1969-1970. Entre belgas y escoceses lograron encestar 264 puntos en 40 minutos de juego y el vencedor fue el Racing de Malinas (144-120). Al estar prácticamente resuelta la eliminatoria tras el partido de ida disputado en Edimburgo (84-123), ambos equipos no se aplicaron en defensa para volcar sus energías en el ataque durante la primera mitad. Al descanso, el marcador reflejaba un 66 a 62 y, a la conclusión, el promedio de anotación quedó establecido en 6,6 puntos por minuto. Hasta el otoño de 1969, nadie había perdido en esta competición un encuentro anotando 120 puntos, circunstancia que nunca más se repetiría.
La menor anotación conjunta en un encuentro la protagonizaron en Estambul el Galatasaray Café Crown y el Hapoel de Tel Aviv BC, que solo pudieron anotar 79 puntos en la ida de los octavos de final de la edición de 1961. Los turcos ganaron el partido (40-39) pero perdieron la eliminatoria en la vuelta, en la que tampoco se pudieron ver muchos encestes (54-39).
El BC Akademik logró establecer en 1974 dos récords a costa del marroquí RS Berkane, último conjunto magrebí que compitió en la Copa de Europa. Los búlgaros se convirtieron en Tánger en el equipo más encestador (172 puntos) y, de paso, establecieron la mayor diferencia en el marcador (119) en un partido de esta competición. El Akademik aplastó al Berkane en aquella eliminatoria de dieciseisavos de final tanto en el encuentro de ida (112-53) como en el de vuelta (53-172).
En la temporada 1964-1965, los norirlandeses del Celtic de Belfast FC le encestaron solo 17 puntos (5 en la primera parte) al Ípróttafélag Reykjavíkur en el partido de ida de los dieciseisavos de final. Que el registro de peor anotación en un encuentro se lo endosaran a los británicos fue una suerte para los islandeses de cara a su siguiente eliminatoria, porque en el segundo partido, disputado en suelo francés, el ASVEL no les dejó pasar de 19 (4 en la segunda parte). Los 36 puntos que el CSP Limoges le anotó en 1994 al Real Madrid CF (que replicó con 81; incluyendo 26 de Joe Arlauckas y 24 de Arvydas Sabonis) quedan lejos de los dos registros que se acaban de mencionar, pero es interesante recordar este dato teniendo en cuenta que el Limoges de Božidar Maljković era en ese momento el vigente campeón continental.

### Participantes no europeos
En la Copa de Europa, además de europeos, compitieron también equipos de África y Asia.
El Benfica de Luanda representó a Portugal cuando Angola era una provincia de ultramar de ese país. Conjuntos de Marruecos, Túnez y Egipto también participaron en la máxima competición europea, siendo el egipcio Alexandria Basket el último competidor africano. Ocurrió en la temporada 1982-1983.
Además de por israelíes y turcos, el continente asiático también fue representado por equipos de Siria y Líbano. La única vez que se inscribió un libanés fue en la campaña 1957-1958 y, en aquella ocasión, por incomparecencia, el UB Beirut fue superado por el sirio JS Alepo y así se resolvió la primera eliminatoria de la historia de esta competición.

### Final
Dos ciudades comparten el honor de haber albergado el mayor número de ediciones de la final de la Copa de Europa: Riga y Madrid. La capital de Letonia acogió las cuatro primeras, de 1958 a 1961, que por entonces se celebraban a doble partido. Madrid organizó en 1967 la segunda Final entre Cuatro de la historia de la competición, pero entre 1963 y 1965 ya había acogido tres finales. No obstante, si se contabiliza únicamente las finales disputadas a partido único, son tres las localidades que más veces acogieron el partido final: Ginebra (1962, 1976 y 1984), Múnich (1978, 1989 y 1999) y París (1991, 1996 y 2001).
Por otro lado, junto con Francia, España es el país que más finales organizó; cuatro en Madrid, dos en Barcelona y otras dos en Zaragoza, en un total de ocho ocasiones. Y, si la FIBA no le hubiera retirado a Vitoria (cuyo club más representativo, el Saski Baskonia, participó activamente en el cisma FIBA-ULEB) la organización de la de 2001 en beneficio de París, España la habría acogido en nueve ocasiones.
Sin contar con las eliminatorias a doble partido, las ocho disputadas en Francia convertirían a este país en el que más veces organizó el partido por el título.
El registro más elevado de asistencia a una final lo tiene que tener una de las dos siguientes eliminatorias por el título, puesto que es difícil atribuírselo en solitario a una ellas al no disponer de datos precisos.
La primera de ellas es la que protagonizaron el ASK Riga y el BC Akademik en 1959. En la capital búlgara, Sofía, el estadio de fútbol Vasil Levski (acondicionado con una superficie desmontable de madera) congregó a cerca de 20.000 espectadores para presenciar el partido de vuelta, que terminó con una ajustada victoria de los letones por 67 a 69. No obstante, a pesar del ambiente adverso, la diferencia de 21 puntos conseguida en el de ida por los entonces soviéticos ya les había asegurado prácticamente el título.
La segunda eliminatoria es la que emparejó al Real Madrid CF con el CSKA Moscú en 1963. En el partido de vuelta de la serie, así como es de suponer que también en el de desempate (ambos disputados en el Estadio Central Lenin de la capital rusa), aproximadamente otras 20.000 personas presenciaron una final de la competición. En el decisivo tercer encuentro, el Real Madrid ya no pudo sorprender al CSKA al caer por una diferencia de 19 puntos (99-80).
La plusmarca de asistencia a una final no disputada a doble partido es la de 1991. En aquella ocasión, el KK Split venció al F. C. Barcelona por 70 a 65 ante 15.000 espectadores que poblaron las gradas del parisino Palais Omnisports. No obstante, este no es el encuentro disputado en una final entre cuatro que más aficionados congregó, pues la semifinal de 1993 que enfrentó en El Pireo al PAOK Salónica BC contra el Benetton Treviso atrajo a unos 17.500 asistentes, que presenciaron una victoria italiana por 79 a 77 lograda con un enceste a dos segundos del bocinazo final.
El Real Madrid no solo es el club que más títulos tiene de la desaparecida Copa de Europa (8), también es el que más finales disputó (14). Sin embargo, el equipo que más veces estuvo presente de forma consecutiva en el partido decisivo es el Pallacanestro Varese. Los italianos encadenaron una racha de 10 presencias, entre 1970 y 1979, aunque solo se proclamaron vencedores en cinco ocasiones.
El Maccabi de Tel Aviv tiene tres Copas de Europa, pero también es el club que más veces se quedó a un paso del triunfo final. Los israelíes fueron subcampeones en seis ocasiones.
Quien más puntos encestó en una final fue el montenegrino Žarko Varajić, que en 1979 le anotó 45 al Pallacanestro Varese siendo jugador del KK Bosna de Sarajevo. Los entonces yugoslavos ganaron el partido disputado en Grenoble por 96 a 93.
El griego Nikos Galis, que nunca llegó a jugar el partido por el título, tiene el mejor registro anotador de entre quienes participaron en una final entre cuatro de la Copa de Europa, con un promedio de 30,3 puntos en ocho encuentros. Contra el CSP Limoges, defendiendo la camiseta del Aris Salónica BC, estableció una plusmarca de 43 puntos en el partido que decidía el tercer y cuarto puesto de la edición de Zaragoza 1990, siendo Galis el único que llegó a superar la cuarentena en una final entre cuatro.
El balcánico Toni Kukoč es quien más veces logró el trofeo de Jugador Más Valioso (MVP) de la final entre cuatro. Como yugoslavo y líder del KK Split, además de una pesadilla para el F. C. Barcelona, fue el mejor en 1990 y 1991. Ya solo como croata, Kukoč volvió a conseguir el galardón en 1993, pero se quedó sin el título de campeón de Europa porque el menos conocido CSP Limoges sorprendió al poderoso Benetton Treviso.
En 1996, el Panathinaikos griego ganó la Euroliga al Barcelona, tras considerar los árbitros que Vrankovic había taponado correctamente una canasta a Antonio Montero. La repetición de la jugada, demuestra que la pelota tocó el tablero y por tanto, la canasta era válida. Además, durante el último minuto se sucedieron diversas irregularidades en el cronómetro oficial.
El mítico Serguéi Belov, jugador del CSKA Moscú, logró ser el máximo anotador de una final en tres ocasiones (1970, 1971 y 1973). Sin embargo, aunque no parara de encestarle puntos al conjunto de Varese en esas tres finales, era imposible que el ruso Belov pudiera convertirse en el primero en lograr en tres ocasiones el galardón de MVP porque esta distinción no fue instituida por la FIBA hasta la final de 1988.
La final a partido único con mayor anotación conjunta es la disputada en Barcelona en 1969. En aquella ocasión, tras dos prórrogas, el CSKA Moscú (ganador más encestador) le endosó 103 puntos a un Real Madrid (perdedor más encestador) que se quedó en 99; entre ambos conjuntos sumaron 202. Los primeros 40 minutos de juego acabaron con un empate a 81 y los cinco del primer tiempo extra, con uno a 93.
Barcelona también acogió la final a partido único menos productiva en la faceta anotadora. El Virtus de Bolonia (ganador menos encestador) derrotó en 1998 al AEK Atenas (perdedor menos encestador) con un pírrico resultado de 58 a 44. La suma total de puntos fue de 102 puntos y el francés Antoine Rigaudeau fue el jugador más inspirado sobre el parqué del Palau Sant Jordi al aportar unos modestos 14 puntos.
El Olimpiakos BC es el equipo que más puntos de ventaja obtuvo en una final a partido único, pues en la edición de 1997, disputada en Roma, logró una diferencia de 15 (73-58) contra el F. C. Barcelona. Los griegos de El Pireo fueron liderados en aquella ocasión por el estadounidense David Rivers (26 puntos), que fue designado MVP de la final entre cuatro.
El polaco Wiesław Zych, con cinco presencias (1987, 1988, 1990, 1993 y 1995), es el árbitro que más veces arbitró una final no disputada a doble partido. Con la excepción de la primera, sus actuaciones en el encuentro decisivo corresponden a la etapa de la final entre cuatro, reintroducida en la competición en la temporada 1987-1988. Junto con el esloveno Iztok Rems (1993, 1998, 1999 y 2000), Zych arbitró cuatro veces el partido de la final four que decidía el título de campeón, dándose la circunstancia de que en 1993 ambos formaron la pareja de jueces de la final Limoges-Benetton (59-55), disputada en El Pireo. Además, Zych arbitró la final de 1997 de la Euroliga femenina y Rems la de 2003 de la nueva Euroleague de la ULEB.

### Topes individuales de la final entre cuatro
desde 1991-1992

### Entrenadores más laureados
Alexander Gomelsky, Pedro Ferrándiz, Božidar Maljković y Željko Obradović son los cuatro entrenadores que comparten el honor de ser los más laureados en el palmarés de la extinta Copa de Europa, con cuatro títulos cada uno.
Al mando del ASK Riga, el soviético Gomelsky reinó en Europa en las tres primeras ediciones, más un cuarto título con el PBC CSKA Moscú (1958, 1959, 1960 y 1971). Además fue subcampeón en 1961, 1970 y 1973.
Al mando del Real Madrid CF, el alicantino Ferrándiz reinó en Europa en 1965, 1967, 1968 y 1974. Además fue subcampeón en 1962, 1969 y 1975.
El serbio Maljković guio al talentoso KK Split a la consecución de sus dos primeras Copas de Europa, en 1989 y 1990, hizo grande al austero CSP Limoges en 1993 y culminó con éxito en 1996 el proyecto del poderoso Panathinaikos BC, que también había contratado a Dominique Wilkins para dar el definitivo salto de calidad. Como entrenador del F. C. Barcelona, Maljković fue derrotado por sus ex pupilos del Split en la final de 1991.
Si Ferrándiz representa el éxito ligado a los colores de un mismo equipo, Obradović es el ejemplo de todo lo contrario, pues hizo campeón a cuatro equipos: el KK Partizan (1992), el Club Joventut de Badalona (1994), el Real Madrid (1995) y el Panathinaikos (2000). Además, Obradović fue subcampeón en 2001 y nuevamente campeón en la Euroleague organizada por la ULEB conquistando el título con el club ateniense en 2002, 2007, 2009 y 2011 y un último título con Fenerbahçe en 2017.
| Entrenador         | Títulos | Años                                |
| ------------------ | ------- | ----------------------------------- |
| Alexander Gomelsky | 4       | 1958, 1958-59, 1959-60, 1970-71.    |
| Pedro Ferrándiz    | 4       | 1964-65, 1966-67, 1967-68, 1973-74. |
| Božidar Maljković  | 4       | 1988–89, 1989–90, 1992–93 y 1995–96 |
| Željko Obradović   | 4       | 1991–92, 1993–94, 1994–95 y 1999–00 |
| Aleksandar Nikolić | 3       | 1969-70, 1971-72, 1972-73.          |
| Evgeny Alekseev    | 2       | 1960-61, 1962-63.                   |
| Sandro Gamba       | 2       | 1974-75, 1975-76.                   |
| Lolo Sainz         | 2       | 1977-78, 1979-80.                   |
| Valerio Bianchini  | 2       | 1981-82, 1983-84.                   |
| Željko Pavličević  | 2       | 1985-86, 1990-91.                   |

### Jugador más laureado
El italiano Dino Meneghin fue el jugador que más Copas de Europa conquistó: siete. Los cinco primeros títulos los consiguió militando en las filas del Pallacanestro Varese (1970, 1972, 1973, 1975, 1976) y los dos restantes en las del Olimpia de Milán (1987, 1988).